# Бенковски (квартал)
Вижте пояснителната страница за други значения на Бенковски.
Бенковски е квартал на гр. София, разположен в северните покрайнини на града. Образуван е на 1 януари 1955 г. при обединението на селата Биримирци и Обрадовци.

## География

### Положение и големина
Разположен е в район „Сердика“ на Столичната община, на 5 км северно от центъра на град София. Граничи на изток със селата Чепинци и Негован, на запад с кв. „Илиянци“ и ж.к. „Надежда“, на север със село Кубратово и на юг с кв. „Орландовци“ и кв. „Малашевци“. Географските координати на кв. „Бенковски“ са 42°44′17″ с. ш. 23°20′36″ и. д. / 42.738056° с. ш. 23.343333° и. д.

### Природа
Кварталът заема югоизточната част на обширното котловинно дъно на Софийското поле, чиято дължина е 75 км, а средната ширина – 16 км. Общата му площ е около 1050 км2, като около 120 от тях се падат на София. Средната надморска височина на Софийското поле се изменя от 545 м при площад „Народно събрание“ до 650 м при „Княжево“ и ж.к. „Младост 4“, а при кв. Бенковски достига 550 м.
През територията на кв. „Бенковски“ минават 4 реки, 3 от които са притоци на р. Искър. Река Суходол, която извира от Люлин планина и се влива във Владайската река, минава източно от квартала и се влива в Перловската река.
През територията на квартала минават и много подпочвени води, поради което има много кладенци. През 1950 г. е открит Биримирският минерален извор. Той е дълбок 280 м, температурата на водата е била 30 °С, по свойства е била сероводородна, хипотермална, хидрокарбонатна. През 1952 г. лечебните свойства на минералната вода добиват широка известност. През 1953 г. водата е каптирана и бутилките с надпис „Минерална вода Биримирци“ се разпространяват в цялата страна. Днес няма и помен от тази лечебна минерална вода.
Територията на кв. „Бенковски“ се намира върху смолници.
Най-много щъркели в България – 61 двойки в квадрат от 100 km2, има в квартал „Бенковски“.

### Демография
Населението наброява приблизително 4500 души. От 10 – 15 години насам се наблюдава отрицателен естествен прираст, въпреки че през последните 2 – 3 години броят на новородените се е увеличил. Във възрастовата структура на населението надделява броят на възрастните, а в половата – броят на жените е по-голям. Средната продължителност на живота е около 60 години. Броят на браковете се е повишил през последните 3 години, а броят на разводите е значително нисък. Етническата структура на населението е разнообразна, преобладава българското население – 85%, цигани – 10%, турци – 3%, арменци и други – 2%.

## Обществени институции

### Читалище „Георги Бенковски“
Основаването на читалище в кв. „Бенковски“ е дело на прогресивния дух на местните хора. През есента на 1919 г. четирима младежи възобновяват изоставното през войните читалище. От стария основател Тодор Гелев те взимат запазените протоколи, печата, няколко книги от различни места и читалището заживява отново. Старото име на читалището е било „Пробуда“. Хората показват своята обич към родното читалище, като издигат нова сграда, чиято постройка завършила през 1955 г., а откриването ѝ станало на 13 април 1956 г. На 23 февруари 1965 г. се дава ново име на читалището – „Георги Бенковски“. Читалището предлага на своите посетители курсове по английски език, народни и модерни танци, уроци по пиано и библиотека.

### ОУ „Св. св. Кирил и Методий“
През 1842 г. Георги Величков отваря училище в една малка килия, прилепена до задната стена на селската механа. Строежът на старото училище е започнал през 1881 г. и е завършен през 1902 г. До 1920 г. училището е било начално, до 1961 г. – трикласно и прогимназия, а от 1961 г. – осмокласно. До средата на петдесетте години то е било 35-о основно училище, когато е преименувано на 60-о основно училище „Св. св. Кирил и Методий“. Сегашната училищна сграда – голям двуетажен корпус, е завършена през 1964 г. На 1 септември следващата година започва първата учебна година в нея.
Сегашното училище има на първия етаж физкултурен салон, кабинети по домашна техника, изобразително изкуство, стол, библиотека, психолозен кабинет, медицински кабинет, а на втория – кабинети по химия, физика, география и история, музика, компютърна зала, кабинет по информационни технологии, канцелария.

## ОДЗ 63 „Слънце“
В ОДЗ „Слънце“ има общо 8 групи, от които 2 яслени. Сградата е нова с обособени 8 детски площадки в двора. За отопление се използват екопелети.

### Църкви и манастир
В квартал „Бенковски“ се намират църквите „Св. Тодор Стратилат“ и „Св. Никола“, както и Обрадовският манастир „Св. Великомъченик Мина“.
Както личи от подписа върху камък, църквата „Св. Тодор Стратилат“ е построена от майстор Мано от село Слатина, Софийско. Освещаването на църквата е станало на 8 юни 1846 г. стар стил, когато е денят на Тодор Стратилат. Църквата „Св. Тодор Стратилат“ е обявена за исторически паметник на културата през 1955 г.

### Здравни заведения
В кв. „Бенковски“ има здравна служба. В нея работят 2 лекари, 2-ма зъболекари и 4 мед. сестри. В сградата на читалището има лекарски кабинет с лекар и мед. сестра. В квартала има и две аптеки. /Здравната служба е закрита към 2017 г. В кв. „Бенковски“ има частен зъболекарски кабинет.

## Транспорт
През кв. „Бенковски“ минава булевард „Лазар Михайлов“, по него минава маршрутът на всички превозни средства, както за квартала, така и за селата след него. През квартала минават 5 автобусни линии – № 21, № 22, № 23, № 24 и № 100, които имат 7 спирки в квартала.

## Улици и произход на имената им
| Път                   | Наречен на                                           | Местоположение |
| --------------------- | ---------------------------------------------------- | -------------- |
| „454“                 | –                                                    | Карта          |
| „Биримирски извор“    | Местен обект                                         | Карта          |
| „Биримирци“           | Биримирци, историческо село                          | Карта          |
| „Бодра смяна“         | „Бодра смяна“, детски хор                            | Карта          |
| „Боян Болгар“         | Боян Болгар (1907 – 1984), писател                   | Карта          |
| „Веле Митрев“         | Веле Митров, деец на ВРО                             | Карта          |
| „Възход“              | ?                                                    | Карта          |
| „Геле Китов“          | Геле Китов, деец на ВРО                              | Карта          |
| „Глас народен“        | ?                                                    | Карта          |
| „Горна махала“        | Местен обект                                         | Карта          |
| „Долна махала“        | Местен обект                                         | Карта          |
| „Единство“            | ?                                                    | Карта          |
| „Завой“               | ?                                                    | Карта          |
| „Зеленска“            | ?                                                    | Карта          |
| „Знание“              | Знание, философска концепция                         | Карта          |
| „Иван Кралича“        | Бойчо Огнянов, литературен герой                     | Карта          |
| „Календерска“         | ?                                                    | Карта          |
| „Крушица“             | Местен обект                                         | Карта          |
| „Лазар Михайлов“      | Лазар Михайлов, деец на ВРО                          | Карта          |
| „Лиляна Бочева“       | Лиляна Бочева (1924 – 2005), диригентка              | Карта          |
| „Лунна нощ“           | ?                                                    | Карта          |
| „Любен Каравелов“     | Любен Каравелов (1834 – 1879), писател и общественик | Карта          |
| „Напредък“            | Прогрес, концепция в историята                       | Карта          |
| „Наука“               | Наука, философска концепция                          | Карта          |
| „Новачки“             | ?                                                    | Карта          |
| „Обрадовски път“      | Обрадовци, историческо село                          | Карта          |
| „Оралица“             | ?                                                    | Карта          |
| „Перяновец“           | ?                                                    | Карта          |
| „Погачка“             | ?                                                    | Карта          |
| „Поп Георги Величков“ | Георги Величков, деец на ВРО                         | Карта          |
| „Родна песен“         | „Родна песен“, хор                                   | Карта          |
| „Родолюбие“           | Патриотизъм, културна концепция                      | Карта          |
| „Руски воин“          | Въоръжени сили на Русия                              | Карта          |
| „Самодивско кладенче“ | ?                                                    | Карта          |
| „Светлина“            | Светлина, физично явление                            | Карта          |
| „Селска поляна“       | Местен обект                                         | Карта          |
| „Стария кладенец“     | Местен обект                                         | Карта          |
| „Тетевенска“          | Тетевен, град в Северна България                     | Карта          |
| „Успех“               | Успех, философска концепция                          | Карта          |
| „Хоризонт“            | Хоризонт, географска концепция                       | Карта          |
| „Яшарица“             | ?                                                    | Карта          |

## Други
Непосредствено до квартала се намира районът на мотобатальона (така нареченият Форт). Там има конна база, училище за полицейски кучета, от там тръгват автомобилните и моторните патрули. Според новия градоустройствен план покрай кв. „Бенковски“ преминава северната тангента на София. В квартала има още: 2 аптеки; 3 магазина за дрехи; оптика; парфюмериен и козметичен магазин; цветарски магазин; бижутериен магазин; 2 фризьорски салона; 6 хранителни магазина; голям супер маркет; няколко магазина за алкохол и цигари, от които единият е денонощен; 2 будки за вестници; 2 книжарници; 2 бензиностанци; платен паркинг; 2 автомивки; 2 автомобилни сервиза; пощенска станция; тото пункт; пункт на „Еврофутбол“; 2 интернет зали (затворени към 23 май 2011); 7 кафенета, 3 ресторанта, сладкарница, магазин за железария. За любителите на спорта има картинг писта и футболен стадион, открит фитнес /общински/.